# La Bussola - Il collezionista di stelle
La Bussola - Il collezionista di stelle è un film documentario del 2023 diretto da Andrea Soldani. 

## Trama
Il film ricostruisce la storia del celebre locale della Versilia La Bussola e dell'imprenditore e geniale proprietario Sergio Bernardini, raccontato dagli artisti e dai frequentatori del locale con una scelta accurata da parte della produzione di immagini di repertorio. Tutto inizia a partire dagli anni '50 con la prima serata allietata dall'orchestra  di Renato Carosone, arrivando agli anni '80 con gli ultimi concerti svoltisi nel tendone di Bussoladomani. Rievocata dalla speaker Carolina Paolozza e da tutti gli ospiti e interpreti del film l'ultima esibizione in pubblico di Mina, il 23 agosto 1978.

## Distribuzione
Il film è uscito nelle sale cinematografiche italiane il 13 febbraio 2024, dopo essere stato presentato nel 2023 alla Festa del Cinema di Roma.

## Alcuni artisti apparsi nel film
- Louis Armstrong
- Renato Carosone e la sua orchestra
- Ray Charles
- Ornella Vanoni
- Peters Sisters
- Duke Ellington e la sua orchestra
- Ella Fitzgerald
- Chet Baker
- Nina Simone
- Fred Buscaglione e gli Asternovas
- Peppino Di Capri e i suoi Rokers
- Xavier Cugat e Abbe Lane
- Gilbert Becaud
- Milva
- Vittorio Gasmann
- Liza Minnelli
- Quartetto Cetra
- Marcello Mastroianni
- Tom Jones
- Renato Sellani
- Carl Holmes
- Charles Aznavour
- Fabrizio De André
- Renato Zero
- Marino Barreto Jr.
- Bruno Martino
- I New Latins
- The Platters
- Fred Bongusto
- Romano Mussolini
- Rudol'f Nureev
- Carla Fracci
- Shirley Bassey
- Mina